# Dorian Gray im Spiegel der Boulevardpresse
Dorian Gray im Spiegel der Boulevardpresse ist ein gut zweieinhalbstündiger deutscher Spielfilm von Ulrike Ottinger mit einer rein weiblichen Hauptdarstellerriege, angeführt von Veruschka von Lehndorff und Delphine Seyrig.

## Handlung
Frau Dr. Mabuse herrscht über einen großen Medienkonzern, ihre Presseerzeugnisse bestimmen weithin das Land. Um ihre Auflagen und damit die verlegerische Macht noch weiter auszubauen, kreiert die ehrgeizige Zeitungsmacherin eine Kunstfigur, einen Geck und Snob wie einst der selbstverliebte Dorian Gray. Ihr Ziel ist es, ihn im Rahmen eines allgemeinen Hypes erst hochzuschreiben und damit die Träume einer gläubigen Leserschaft zu bedienen, um ihn schließlich, als Teil eines inszenierten Skandalons, ebenso medienwirksam wieder zu vernichten. Frau Dr. Mabuse führt diesen narzisstischen Dandy in die Oper aus, wo er sich in die enigmatische Sängerin Andamana verliebt. Ob auf einem Presseball oder im Rahmen einer Reise rund um die Welt, stets erfüllt Dorian Gray im Spiegel von Mabuses Boulevardpresse seine Pflichten und bedient dadurch Sehnsüchte. Dr. Mabuse, gleich dem wahnsinnigen Wissenschaftler, ist eine glänzende Strippenzieherin im Hintergrund und macht mit ihren enormen Auflagesteigerungen hohe Profite. Doch dann scheint sich das Blatt gegen die Konzernherrin zu richten, denn der in luftige Höhen journalistisch hochgepushte Dandy probt den Aufstand und wendet sich mit all seiner neuen medialen Macht und einer glänzenden Beliebtheit bei der Leserschaft gegen seine Schöpferin und ihren Konzern.

## Produktionsnotizen
Dorian Gray im Spiegel der Boulevardpresse entstand zwischen 1981 und 1983 und wurde am 18. Februar 1984 im Rahmen der IFF Berlin uraufgeführt.
Renée Gundelach übernahm die Herstellungsleitung, Herbert Kerz und Helga Stegmann die Produktionsleitung. Die Ausstattung gestaltete die Regisseurin Ulrike Ottinger. Eva Ebner war Regieassistentin.

## Kritiken
Frieda Grafe von der Süddeutschen Zeitung befand, Ulrike Ottingers habe eine „vergangene Erzählkultur wie auf einer riesigen Abfallhalde zusammengekarrt“, und konstatierte: „Die Boulevardpresse als Zerrspiegel ist der reine Vorwand. Die Form von Kritik, die sich in moralischer Empörung äußert, gehört zu der Art von Kino, von der dieser Film sich absetzt.“
Für Ulrich Greiner von der Zeit war Dorian Gray im Spiegel der Boulevardpresse eine „monströse, manchmal anstrengende, immer eigenwillig-phantastische Bilderrevue“. An späterer Stelle hieß es: „Von Versuchung zu Versuchung, vom Taumel zum Schrecken. Zwischendurch öffnet sich ein Vorhang, und wir blicken auf eine bizarre Felsenküste, wo eine seltsame Oper gespielt wird“. Sein Fazit: „Ein Film anders als andere.“
Emma-Redakteurin Gertrud Koch verortete wiederum „Einfälle, Phantasien, oft witzige, satirische Spielereien mit kinematographischen und ikonographischen Traditionen und Vorbildern, die durch einen losen Handlungsfaden zu einer Collage zusammengefügt werden: ein Geflecht aus Zitaten und Querverweisen, aus unermüdlich erfinderischen Einfällen, ein Kaleidoskop, das aus denselben Bestandteilen immer wieder andere Muster hervorbringt“, und resümierte aus dieser Erkenntnis, dass das Kino der Ulrike Ottinger eines „der Attraktionen im genauen Sinn des Wortes“ sei: „Attraktionen ziehen an, stoßen ab, verblüffen, machen staunen. Attraktionen haben einen Ausstellungswert, aber kein Aneignungsinteresse. Sie wollen gesehen, aber nicht besessen werden.“
Im Lexikon des Internationalen Films heißt es: „Ulrike Ottingers ironische, opernhafte und mehrfach gebrochene kulturkritische Reflexion über Macht, Identität, Gefühle und die Manipulation der Medien lebt von fantastischen Bildeinfällen, kulturellen Assoziationen und der Kunst des Dekors.“